# Имбирь зерумбет
Имбирь зерумбет (лат. Zingiber zerumbet) — вид многолетних травянистых растений из семейства имбирных (Zingiberaceae).

## Распространение
Естественный ареал — тропическая Азия. Вероятный центр происхождения — Индия или Шри-Ланка. В ходе длительной культивации в Юго-Восточной Азии имбирь зерумбет был распространен древними мореплавателями по островам Тихого океана до Гавайев.

## Ботаническое описание
Травы с утолщёнными корневищами. Надземная часть достигает 1 м в высоту. Листорасположение двурядное, ланцетовидные листья длиной 10—25 см.
Соцветие развивается на конце безлистой оси и представляет собой шишковидный колос длиной 6—10 см. Цветки находятся по одному в пазухах крупных перекрывающих друг друга кроющих листьев, которые по мере развития соцветия приобретают ярко-красную окраску. Одновременно в соцветии открыты лишь 1—2 цветка. Околоцветник длиной около 3—5 см белого или бледно-жёлтого цвета, составлен 3 чашелистиками и 3 лепестками. Как и у других имбирных, развита только одна фертильная тычинка. Плоды — мелкие коробочки, укрытые в пазухах кроющих листьев.

## Использование
В Полинезии ароматные листья и черешки имбиря используют как приправу к мясу и рыбе.
Ароматную жидкость, скапливающуюся в пазухах кроющих листьев, полинезийцы использовали как шампунь.

### В медицинских целях
Сок из истолченного корневища принимают при язвах и болях в желудке. Сок также помогает при инфекциях ротовой полости